# Anger in Langenhain

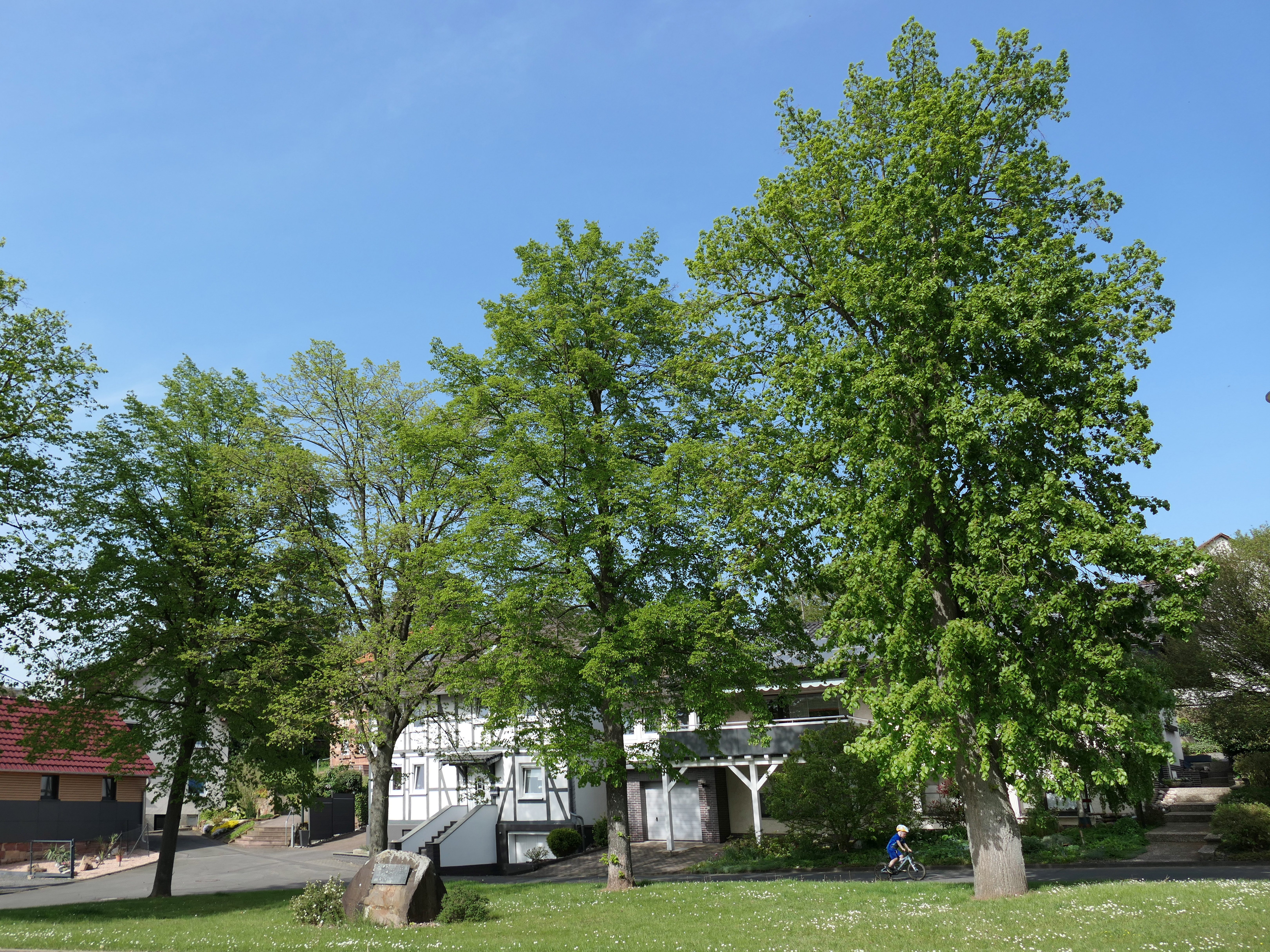
Der Anger Langenhains mit den zu Naturdenkmalen erklärten Linden

Die Linden auf dem Anger in Langenhain im nordhessischen Werra-Meißner-Kreis gehören zu den 101 Bäumen und Baumgruppen im damaligen Kreis Eschwege, die in den 1930er Jahren mit Zustimmung der höheren Naturschutzbehörde zu Naturdenkmalen erklärt worden sind.

## Lage
Der Dorfanger liegt vor dem Kirchhof in der Dorfmitte von Langenhain, einem Ortsteil der Gemeinde Wehretal. Er befindet sich auf der nördlichen Seite der Kreisstraße 7, die als Hundsrückstraße das Dorf durchquert und in die Landesstraße 3424 aus Richtung Eschwege einmündet. Langenhain ist ein typisches Straßendorf, dessen Bebauung sich entlang der Hundsrückstraße erstreckt.

## Geschichte
Das erstmals 1236 urkundlich erwähnte „Langenhayn“ befand sich seit dem 14. Jahrhundert im Besitz der Herren von Boyneburg-Honstein, die auch die Kirchenpatrone waren und denen Hessen im Jahr 1602 sogar die peinliche Gerichtsbarkeit überlassen hatte. Tagungsort des Gerichts war vermutlich der Gemeindeanger in der Dorfmitte, der in früherer Zeit rund gewesen war, wie auf einer Katasterkarte von 1794 zu sehen ist. Im Rahmen der hessischen Gebietsreform wurde Langenhain am 1. April 1972 mit anderen Dörfern in die neu gebildete Gemeinde Wehretal eingegliedert.

## Schutz
Bereits in der Zeit vor dem Zweiten Weltkrieg, anlässlich der Neuregelung des Naturschutzes durch das Naturschutzgesetz vom 26. Juni 1935, wurden die Linden „mitten im Dorfe“ unter der laufenden Nummer 56 in das Naturdenkmalbuch des Kreises Eschwege eingetragen und erhielten mit dem Inkrafttreten der Verordnung zur Sicherung von Naturdenkmalen in den Stadt- und Landkreisen des Regierungsbezirks Kassel am 1. November 1936 den Schutz des Reichsnaturschutzgesetzes. In der Gegenwart werden die Bäume als „rechtsverbindlich festgesetzte Einzelschöpfung der Natur“ durch das Bundesnaturschutzgesetz besonders geschützt. Ihre Beseitigung und alle Handlungen, die zu einer Zerstörung, Beschädigung oder Veränderung führen können sind verboten.
In der Liste der Naturdenkmale des Werra-Meißner-Kreises haben die Linden die Nummer ND 636.556.